# Castello Incantato
Castello Incantato (deutsch Verzaubertes Schloss) ist das Lebenswerk des in Sciacca beheimateten Künstlers Filippo Bentivegna (1888–1967). Es liegt zwei Kilometer östlich des Stadtkerns von Sciacca. Der sein Haus umgebende Olivenhain ist übersät mit in Stein gemeißelten und einigen in Olivenholz geschnitzten Köpfen. Diese Arbeiten gehört zur Art brut. Einzelne dieser Werke werden in der Collection de l’Art Brut in Lausanne, der weltweit größten derartigen Sammlung, gezeigt.

## Werk
Bentivegnas Versuch, 1913 seinen Geschwistern folgend in die Vereinigten Staaten auszuwandern, scheiterte. Er erlitt dort eine schwere Kopfverletzung und wurde arbeitsunfähig. In Abwesenheit wurde er von seinem Heimatland als Deserteur zu drei Jahren Gefängnis verurteilt, in das er, nichts davon wissend, 1919 zurückkehrte. Vor seinem Haftantritt wurde er einer psychiatrischen Untersuchung unterzogen und für verrückt, aber ungefährlich erklärt. Er kaufte sich ein Stück Land unterhalb des Monte Kronio östlich des Ortes und begann mit seiner Arbeit, die als Aufarbeitung seines Seelenzustandes verstanden werden kann.
Der Skulpturengarten ist mit Kieselmosaik-Wegen durchzogen. Diese sind mit Bruchsteinmauern gesäumt, die mit vielfältigen Steinmetzarbeiten verziert sind, so beispielsweise der „Muragladiteste“, die „Wand der Köpfe“. Andere Köpfe sind Einzelwerke, teils überlebensgroß. Nur bei der Muragladiteste sind weitere Körperdarstellungen wie Torsi und Extremitäten vorhanden, sonst nicht. Die Arbeiten des Autodidakten sind von eher einfacher, naturalistischer Formgebung. Die Gesichter sind ausdruckslos, keines zeigt Emotionen.

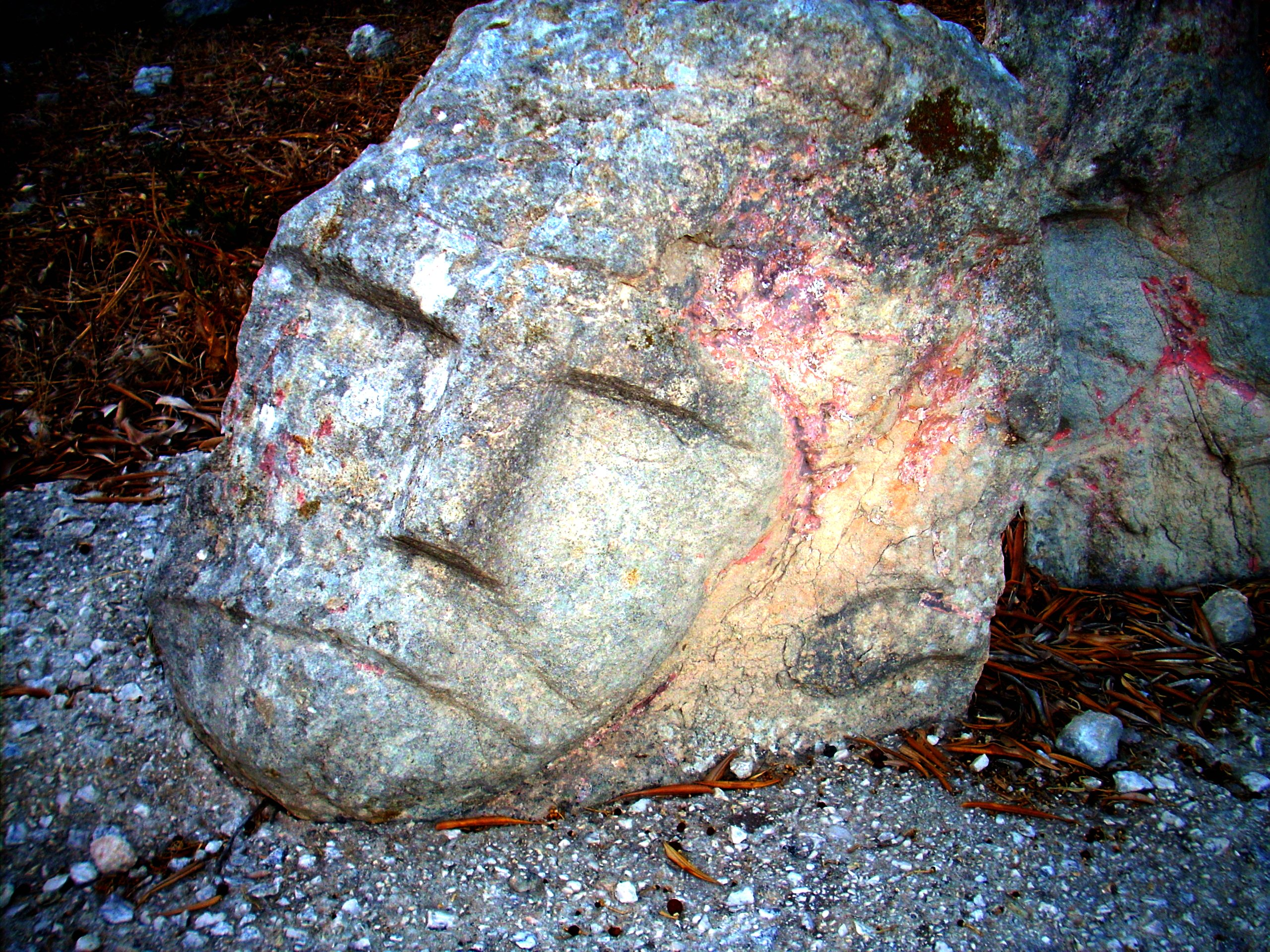
Einzelkopf mit Farbresten
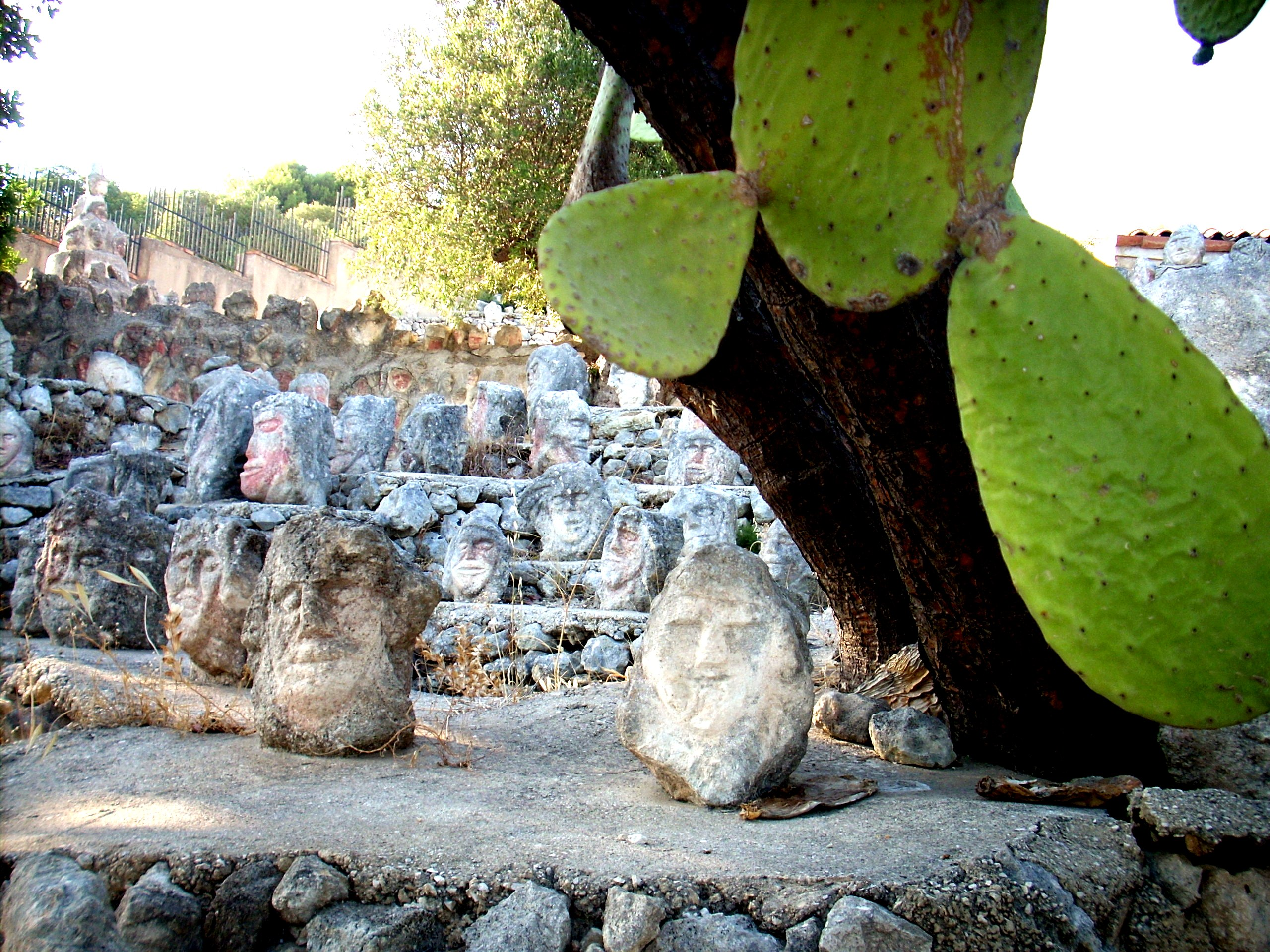
Totale, Ausschnitt
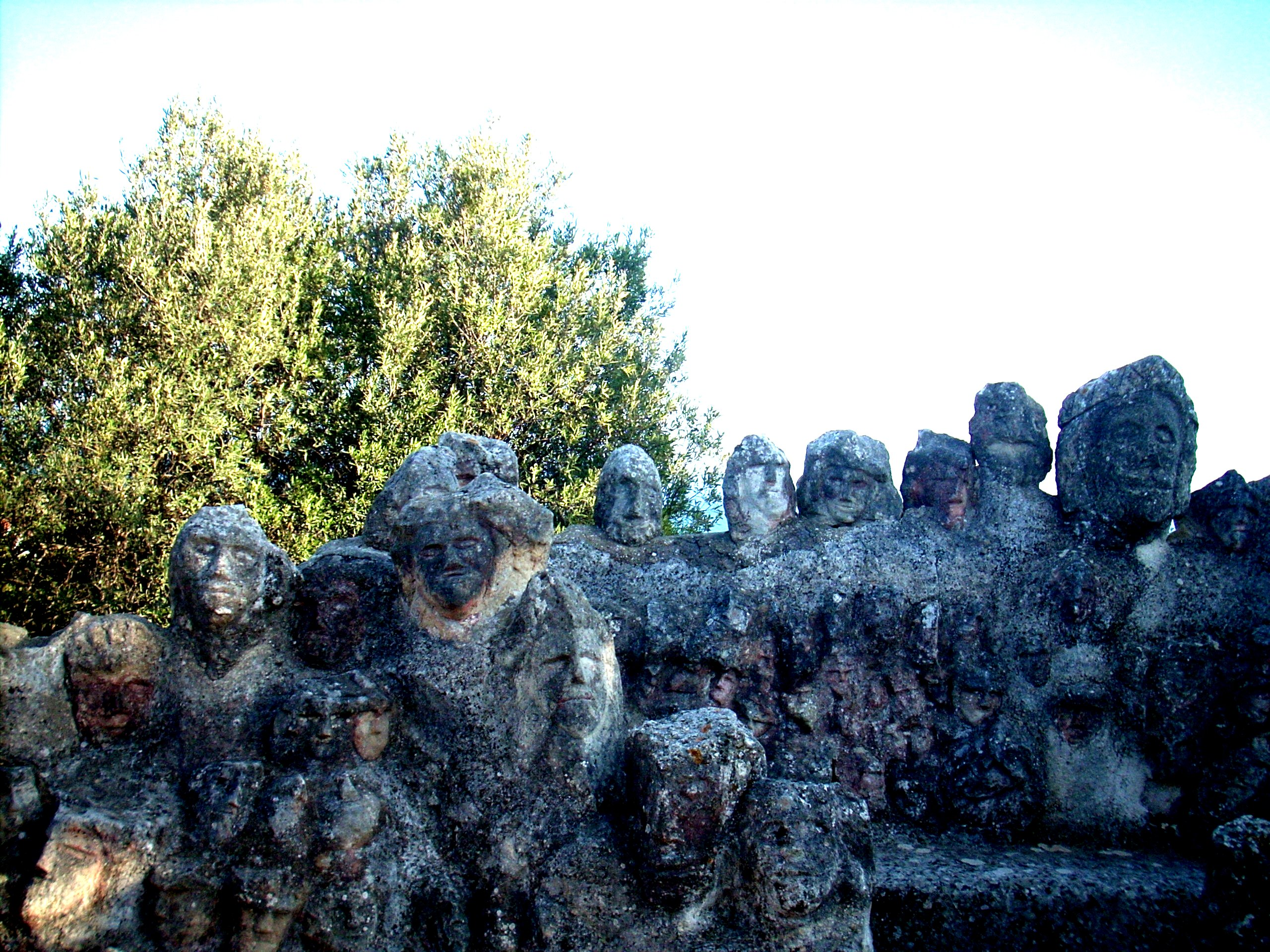
„Muragladiteste“
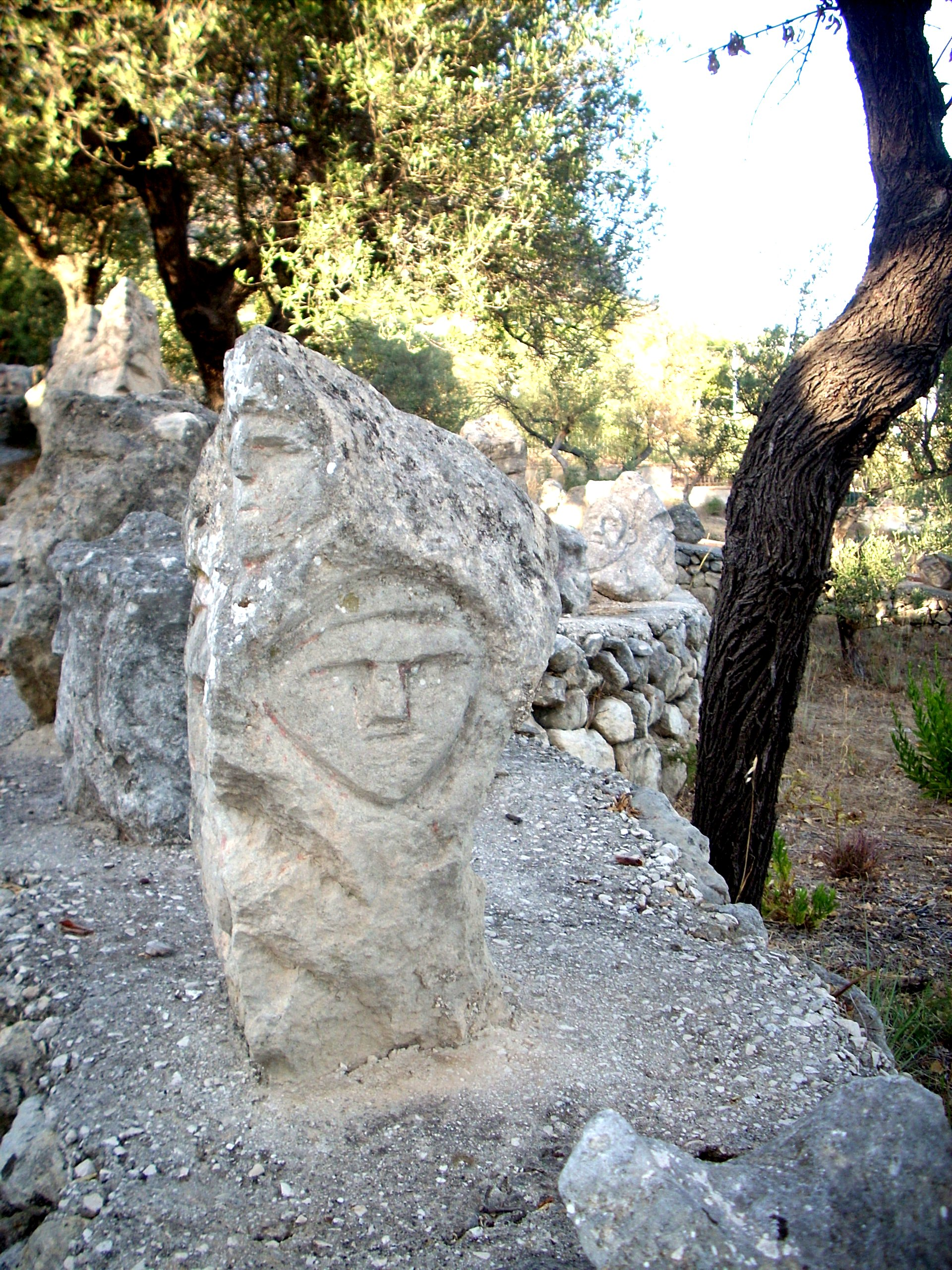
Krieger
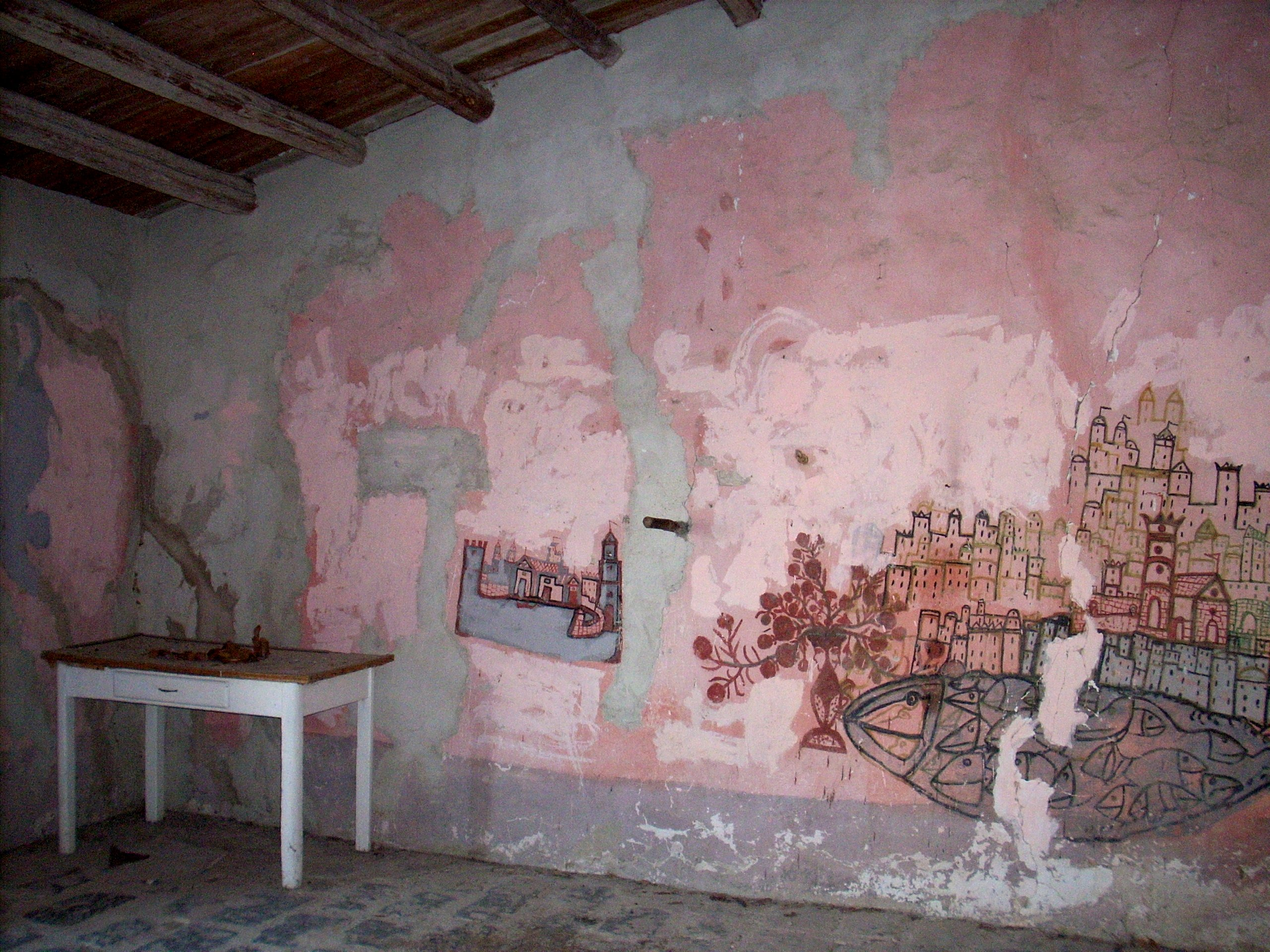
Wandmalerei
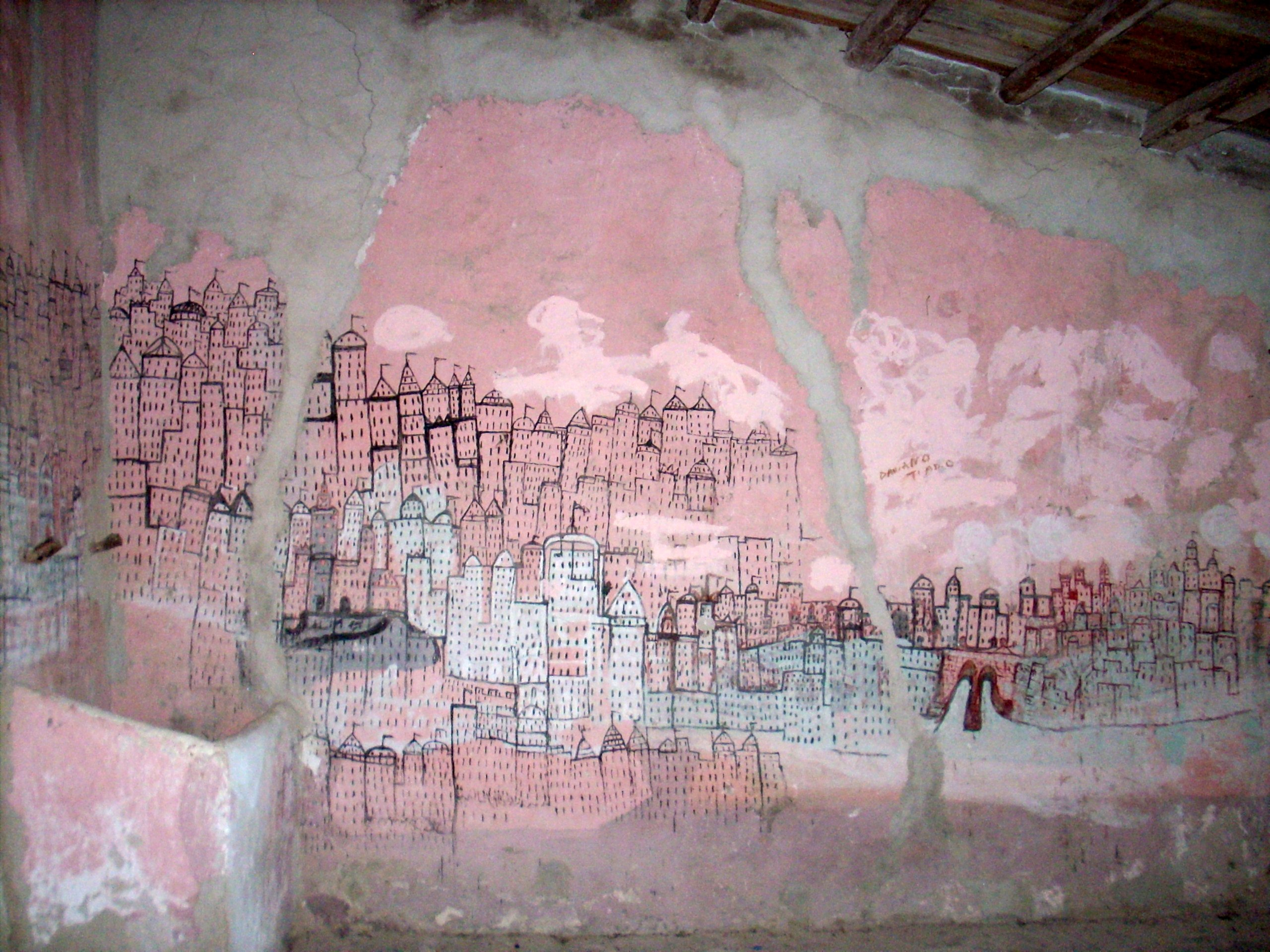
Häusermeer

Bentivegnas Haus, in dem er jahrelang gelebt hat, ist mit zahlreichen Wandgemälden geschmückt. Sie zeigen überwiegend phantastische Stadtlandschaften in der Silhouette, mit einfachem schwarzen und karminrotem Strich an der getünchten Wand festgehalten. Teils sind die Giebel mit orientalischen Verzierungen versehen, insgesamt könnten diese Bilder aber auch Bentivegnas Erinnerungsstücken einer Großstadt in den USA abbilden. An einer Wand sind zudem auch fratzenhafte Gesichter in die Stadtlandschaft eingebaut, an einer anderen ist ein Hafen illustriert. Außerdem sind zwei Fische zu sehen, die aus vielen kleinen Fisch(köpf)en zusammengesetzt sind. Der Zustand dieser Gemälde ist sehr schlecht: Offensichtlich war das Dach undicht; Feuchtigkeit zieht in Bahnen abwärts. Zudem wurden Teile der Wand neu verputzt, ohne auf die Kunstwerke Rücksicht zu nehmen.
Castello Incantato ist täglich ganzjährig als Museum geöffnet. In den Sommermonaten gibt es auch folkloristische Abende mit Essen, Tanz und Gesang.